# Олимпийски стадион (Берлин)
 За Олимпиащадион в Мюнхен вижте Олимпийски стадион (Мюнхен).  
Олимпиащадион (на немски: Olympiastadion – олимпийски стадион) е стадион в Берлин – столицата на Германия.
Той е и вторият по големина в страната след „Сигнал Идуна Парк“ в Дортмунд и официалният стадион на клуба „Херта“ (Берлин) от германската Бундеслига.
Построен е за Летните олимпийските игри през 1936 г. в южната част на Райхсшпортфелд (днес „Олимпиапарк Берлин“). По време на Втората световна война мястото претърпява леки поражения. След войната паркът и стадионът остават в Западен Берлин, а Британската армия използва северната част на Райхсшпортфелд за свой щаб до 1994 г.
Освен че се използва за Олимпийските игри, стадионът има и силна футболна традиция. Приема 3 мача от Мондиал 1974 и 6 мача от Мондиал 2006. Финалът за Купата на Германия се провежда всяка година на Олимпиащадион.

## Мондиал 1974
Няколко мача от група А (Западна Германия, Чили, Източна Германия и Австралия) се изиграват на Олимпиащадион. Домакинът Западна Германия печели турнира.
| Ден    | Фаза    | Отбор 1            |       | Отбор 2 |
| ------ | ------- | ------------------ | ----- | ------- |
| 14 юни | Група А | Западна Германия 1 | срещу | Чили 0  |
| 18 юни | Група А | Източна Германия 1 | срещу | Чили 1  |
| 22 юни | Група A | Австралия 0        | срещу | Чили 0  |

## Мондиал 2006
На този стадион се изиграва финалът между отборите на Италия и Франция.
| Дата        | Час (CEST) | Отбор #1 | Резултат          | Отбор #2  | Фаза         | Публика |
| ----------- | ---------- | -------- | ----------------- | --------- | ------------ | ------- |
| 13 юни 2006 | 21.00      | Бразилия | 1 – 0             | Хърватия  | Група Е      | 72 000  |
| 15 юни 2006 | 21.00      | Швеция   | 1 – 0             | Парагвай  | Група Б      | 72 000  |
| 20 юни 2006 | 16.00      | Германия | 3 – 0             | Еквадор   | Група А      | 72 000  |
| 23 юни 2006 | 16.00      | Украйна  | 1 – 0             | Тунис     | Група З      | 72 000  |
| 30 юни 2006 | 17.00      | Германия | 1 – 1 (4 – 2 дуз) | Аржентина | Четвъртфинал | 72 000  |
| 9 юли 2006  | 20.00      | Италия   | 1 – 1 (5 – 3 дуз) | Франция   | Финал        | 72 000  |